# 凱琳·凱爾
凱琳·麥肯西·凱爾（英語：Kaylyn McKenzie Kyle；1988年10月6日—）是一名退役加拿大足球員，司職中場，曾多次入選加拿大代表隊，並在2012年贏得奧運會女足銅牌。凱爾退役後轉型為評述員，分別任職於TSN電視台和beIN體育美國分台。